# Carmenta wielgusi
Carmenta wielgusi is een vlinder uit de familie wespvlinders (Sesiidae), onderfamilie Sesiinae.
Carmenta wielgusi is voor het eerst wetenschappelijk beschreven door Eichlin in 1987. De soort komt voor in het Nearctisch gebied.